# Alice the Fire Fighter
Série Alice Comedies
Alice in the Wooly West
(1926) Alice Cuts the Ice
(1926)
Pour plus de détails, voir Fiche technique et Distribution.
Alice the Fire Fighter est un court métrage d'animation américain muet de la série Alice Comedies sorti en 1926.

## Synopsis
Un hôtel prend feu en ville. Les pompiers interviennent, ce sont plusieurs sosies de Julius et sont placés sous la direction d'Alice. Mais un incendie dans Cartoonland provoque de nombreuses péripéties.

## Fiche technique
- Titre original : Alice the Fire Fighter
- Série : Alice Comedies
- Réalisation : Walt Disney
- Animation : Ub Iwerks, Rollin Hamilton, Hugh Harman, Rudolf Ising
- Encrage et peinture : Irene Hamilton, Walker Harman
- Photographie : Rudolf Ising
- Production : Margaret J. Winkler
- Société de production : Disney Brothers Studios
- Société de distribution : FBO pour Margaret J. Winkler (1926)
- Budget : 1 519 $
- Pays :  États-Unis
- Format d'image : noir et blanc - 35 mm - 1,37:1 - muet
- Genre : animation et prises de vues réelles
- Durée : 8 min 59
- Dates de sortie : 
  - Version muette : 18 octobre 1926[1]
  - Version sonorisée : ?

Source : Walt in Wonderland

## Distribution
- Margie Gay : Alice

## Commentaires
Produit en avril-mai 1926, le film a été livré le 18 mai 1926 et présenté en avant-première le 12 mai 1926 au Bard's Hollywood Theater de Los Angeles. Le copyright a été déposé le 18 octobre 1926 par R-C Pictures Corp.